# Четрнаеста херцеговачка бригада НОВЈ
Четрнаеста херцеговачка омладинска бригада  формирана је од 4. до 10. септембра 1944. године на Дабарском пољу од самосталног Омладинског батаљона и Јужнохерцеговачког НОП одреда (батаљони „Марко Михић” - Столац, „Михаило Ћузулан” - Попово поље и „Раде Правице” - Требиње). При формирању имала је око 500 бораца и ушла у састав Јужнохерцеговачке оперативне групе 29. херцеговачке дивизије.

## Борбени пут бригаде
Одмах после формирања дејствовала је на прузи Мостар-Дубровник и заузела железничку станицу Пољице, а делом снага везала непријатељева упоришта у Љубињу. У садејству са 13. херцеговачком бригадом 30. септембра код села Јасена и Моска, разбила је једну немачку колону из Требиња која је покушала да укаже помоћ угроженом четничком гарнизону у Билећи и заузела село Љубомир. Од 3. до 6. октобра учествовала је у борбама за ослобођење Требиња. У току месеца у саставу Јужнохерцеговачке оперативне групе водила је борбе за ослобођење јужне Херцеговине, а 25/26. октобра ослободила Столац. У новембру и децембру водила је тешке борбе у Невесињском пољу и у рејону Калиновика, спречавајући продор немачке 369. пешадијске дивизије из Невесиња и Шумадијске групе корпуса ЈВуО са Јахорине према Гацку. У тим борбама бригада је 27-29. новембра била окружена у рејону Зијемља, у борбама од 17. до 20. децембра ослободила је Трново, одбацивши четнике у Сарајевско поље. У борбама од 2. до 12. јануара 1945. на комуникацији Калиновик-Фоча и Калиновик-Сарајево поново је заузела Трново, избила на Дрину и ослободила Устиколину. До краја рата учествовала је у Мостарској, Сарајевској операцији и завршним операцијама.
Одликована је Орденом зуаслуга за народ.